# Крупник (напій)
Кру́пник — традиційний алкогольний напій, схожий на лікер, з спирту (або акавіти), меду і спецій (кориця, ваніль, гвоздика, імбир і мускатний горіх). Відомий в Польщі і в Білорусі, Литві з XVIII століття.
У Великому князівстві Литовському були популярними, в тому числі, і фруктові крупники, в які додавали малиновий або вишневий сік, журавлину тощо.
Майстерність приготування Крупника вважалася в XIX столітті необхідною якістю господині шляхетського будинку, до деяких майстринь гості з'їжджалися особливо заради цього приводу з округи радіусом 80 км. Особливо славилися крупники з Ковно.
Крупник був в певному сенсі конкурентом німецького пуншу — традиційно подавався гарячим в маленьких порцелянових чашках (але в менш офіційній обстановці пили і зі склянок або навіть дерев'яних ложок). Існував ритуал «куріння» Крупника — всі інгредієнти складалися у велику глиняну миску і підпалювали; поступово палаюча суміш набирала темно-бурштиновий колір і специфічний аромат; за знаком господині всі присутні одночасно дули на полум'я, щоб його погасити.
У наш час крупник виготовляється промислово в Польщі, Литві та Білорусі .
Оригінальний рецепт напою зберігається в таємниці.